# Комаров, Леонид Александрович
Леони́д Алекса́ндрович (Ле́о) Комаро́в (фин. Leo Komarov; род. 23 января 1987, Нарва) — финский хоккеист; олимпийский чемпион 2022 года, чемпион мира 2011 года в составе сборной Финляндии.

## Биография
Ребёнком Леонид Комаров вместе с отцом переехал из Петрозаводска в Финляндию, в город Нюкарлебю, где отец выступал за команды второй лиги. Так как Александр Комаров являлся карелом, семья получила возможность остаться в Финляндии на постоянное место жительства. До 2005 года Леонид Комаров выступал за юниорские команды. В 2006 году выиграл серебряные медали СМ-лиги в составе команды «Эссят»; в 2006—2009 годах выступал за команду «Пеликанс». В сезонах 2009/2010 — 2011/2012 играл за российское «Динамо» Москва. Летом 2012 г., после того как выиграл с «Динамо» Кубок Гагарина, принял решение выступать в НХЛ. Однако из-за локаута первую половину следующего сезона провёл в России, в составе «Динамо». Несмотря на то, что в сезоне 2012/2013 Комаров провёл в «Динамо» лишь 13 матчей регулярного чемпионата, его имя было нанесено на Кубок Гагарина после того, как команда выиграла его во второй раз подряд в апреле 2013 года.
1 июля 2013 года заключил контракт с московским «Динамо».
1 июля 2014 года заключил четырёхлетний контракт с «Торонто Мейпл Лифс» на сумму $11,8 млн, 1 июля 2018 года заключил четырёхлетний контракт с «Нью-Йорк Айлендерс» на сумму $12 млн. В 2016 году женился на бывшей теннисистке Юлии Маннер.
В ноябре 2021 года подписал 2-летний контракт с клубом СКА.

## Статистика
| Легенда | Легенда                    | Легенда | Легенда                   | Легенда | Легенда    |
| ------- | -------------------------- | ------- | ------------------------- | ------- | ---------- |
| И       | Количество проведённых игр | Штр     | Штрафное время            | +/−     | Плюс-минус |
| Г       | Голы                       | П       | Голевые передачи          | О       | Очки       |
| -       | Статистика неизвестна      | —       | Статистика не учитывалась |         |            |